# Chevrotain indien
Moschiola meminna
Genre
Espèce
Statut de conservation UICN

 LC  : Préoccupation mineure
Le chevrotain indien (Moschiola meminna) est une espèce de chevrotains, la seule du genre Moschiola. Elle se rencontre au sud de l'Asie (Sri Lanka, Inde, Népal).